# تشارلي وارد (مقاتل)
تشارلي وارد (بالإنجليزية: Charlie Ward) مواليد 17 ديسمبر 1980م . هو مُقاتل فنون قتالية مختلطة أيرلندي.

## وصلات خارجية
- تشارلي وارد (مقاتل) على موقع يو إف سي (الإنجليزية)
- تشارلي وارد (مقاتل) على موقع بيلاتور (الإنجليزية)
- تشارلي وارد (مقاتل) على موقع شيردوغ (الإنجليزية)
- تشارلي وارد (مقاتل) على موقع IMDb (الإنجليزية)